# Leslie Allman
Leslie Allman (26 tháng 5 năm 1902 – 21 tháng 3 năm 1979) là một cầu thủ bóng đá. Allman, là một thủ môn đã dành hầu hết sự nghiệp ở bóng đá non-league, nhưng lại có 15 lần ra sân chuyên nghiệp cho Norwich City từ 1926 đến 1928.